# Lijst van rijksmonumenten in Maastricht/Cannerweg
Een overzicht van de 17 rijksmonumenten in de stad Maastricht gelegen aan of bij de Cannerweg.
| Object | Oorspronkelijke functie?  | Bouwjaar                                                             | Architect | Locatie           | Coördinaten?                  | Nr.?   | Afbeelding                                                               |
| --- | ------------------------- | -------------------------------------------------------------------- | --------- | ----------------- | ----------------------------- | ------ | ------------------------------------------------------------------------ |
| Laag huis van mergel onder een zadeldak met een gepleisterde lijstgevel. | Gebouw                    | eerste helft 19e eeuw                                                |           | Cannerweg 185     | 50° 50' 23" NB, 5° 40' 29" OL | 27942  | Laag huis van mergel onder een zadeldak met een gepleisterde lijstgevel. |
| Laag huis van mergel met zadeldak en vooruitspringende zijvleugels. | Gebouw                    | 1860                                                                 |           | Cannerweg 239     | 50° 50' 18" NB, 5° 40' 23" OL | 27943  | Laag huis van mergel met zadeldak en vooruitspringende zijvleugels.      |
| Herenhuis met schilddak. | Gebouw                    | tweede helft 19e eeuw (herenhuis) 18e eeuw (zijvleugels en tuinmuur) |           | Cannerweg 262     | 50° 50' 14" NB, 5° 40' 17" OL | 27944  | Meer afbeeldingen                                                        |
| Laag schilderachtig huis van mergel onder een zadeldak. | Gebouw                    | 18e eeuw                                                             |           | Cannerweg 310     | 50° 50' 10" NB, 5° 40' 21" OL | 27945  | Upload foto                                                              |
| Pand, dat deel uitmaakt van schilderachtige huizengroep. | Gebouw                    | 17e eeuw                                                             |           | Cannerweg 338     | 50° 50' 6" NB, 5° 40' 16" OL  | 27946  | Pand, dat deel uitmaakt van schilderachtige huizengroep.                 |
| Pand, dat deel uitmaakt van schilderachtige huizengroep. | Gebouw                    | 18e eeuw                                                             |           | Cannerweg 342     | 50° 50' 6" NB, 5° 40' 15" OL  | 27948  | Meer afbeeldingen                                                        |
| Pand, dat deel uitmaakt van schilderachtige huizengroep. | Gebouw                    | 18e eeuw                                                             |           | Cannerweg 344     | 50° 50' 5" NB, 5° 40' 15" OL  | 27949  | Pand, dat deel uitmaakt van schilderachtige huizengroep.                 |
| Jezuïetenberg | Vergadering en vereniging | sinds 1880 in gebruik door Paters Jezuiëten                          |           | Cannerweg bij 800 | 50° 49' 20" NB, 5° 39' 47" OL | 506709 | Meer afbeeldingen                                                        |
| Douanekantoor-tramstation Neder-Can | Transport                 | 1894                                                                 |           | Cannerweg 801     | 50° 49' 15" NB, 5° 40' 4" OL  | 506633 | Meer afbeeldingen                                                        |
| Château Neercanne | Kasteel, buitenplaats     |                                                                      |           | Cannerweg 800     | 50° 49' 7" NB, 5° 40' 3" OL   | 527874 | Meer afbeeldingen                                                        |
| Neercanne: park en tuinaanleg | Tuin, park en plantsoen   | 1695-1705                                                            |           | Cannerweg bij 800 | 50° 49' 11" NB, 5° 39' 59" OL | 527875 | Meer afbeeldingen                                                        |
| Neercanne: Poortgebouw en hoeve | Bijgebouwen kastelen enz. | 1611                                                                 |           | Cannerweg bij 800 | 50° 49' 6" NB, 5° 40' 3" OL   | 527876 | Meer afbeeldingen                                                        |
| Neercanne: bijgebouw met groeve met noordpoort | Bijgebouwen kastelen enz. | 1600-1625                                                            |           | Cannerweg bij 800 | 50° 49' 8" NB, 5° 40' 2" OL   | 527877 | Meer afbeeldingen                                                        |
| Neercanne: toegangshek | Tuin, park en plantsoen   |                                                                      |           | Cannerweg bij 800 | 50° 49' 7" NB, 5° 40' 2" OL   | 527878 | Meer afbeeldingen                                                        |
| Neercanne: verdedigingsmuur met hoektoren en prieel | Bijgebouwen kastelen enz. |                                                                      |           | Cannerweg bij 800 | 50° 49' 9" NB, 5° 40' 3" OL   | 527879 | Meer afbeeldingen                                                        |
| Neercanne: terrasmuur met bordes | Tuin, park en plantsoen   | 1698                                                                 |           | Cannerweg bij 800 | 50° 49' 7" NB, 5° 40' 4" OL   | 527880 | Meer afbeeldingen                                                        |
| Neercanne: terrasmuren en hek. Bij de zuid- en noordzijde van de terrassenaanleg liggen de (nuts)tuinen, deze waren oorspronkelijk geheel ommuurd door laat-17de-eeuwse terrasmuren van mergelsteen. | Tuin, park en plantsoen   | 1675-1700                                                            |           | Cannerweg bij 800 | 50° 49' 2" NB, 5° 40' 1" OL   | 527881 | Upload foto                                                              |